# Bairrada
Bairrada (auch Bairrada DOC) ist ein Weinanbaugebiet in Portugal in der Region Beira, rund um die Stadt Águeda. Es erstreckt sich von der Atlantikküste im Westen bis zur Bergregion Dão und umfasst eine Rebfläche von rund 9500 Hektar.
Bairrada ist Hauptanbaugebiet der Rebsorte Baga, die hier traditionell zu kräftigen Rotweinen ausgebaut wird.
Die Böden bestehen hier überwiegend aus schwerem Ton mit hohem Anteil an Kalkstein.
Bekannt ist die Region zudem für ihre Schaumweine und einige erstklassige stille Weißweine aus der Bical-Traube.
Neben Baga sind weitere Hauptrebsorten die roten Sorten Touriga Nacional, Merlot, Syrah und Cabernet Sauvignon, sowie die weißen Sorten Arinto, Bical, Cercial, Sercialinho, Chardonnay, Fernão Pires (Maria Gomes) und Sauvignon Blanc.
Nach den Regularien der DOC darf die Produktion 55 hl/ha für Rotweine und 70 hl/ha für Weiß-, Rosé- und Schaumweine nicht überschreiten.